# Vee Rubber
Vee Rubber（ビー・ラバー）は、タイ王国の化学製品メーカー、ビトーレン・スカンジャナポン (Vitorn Sukanjanapong) が設立した自動車用タイヤを生産するメーカー及びブランド。

## 概要
- 1977年にバンコクのワイ・クワンバンカピに設立された。現在では、世界の品質基準であるISO9001とISO9002を取得しており、JIS指定工場の認定を得ている。
- ビトーレン・スカンジャナポンが手掛ける事業の内、化学製品の中でもゴム製品、特に2輪車用タイヤを得意としており、自動車用以外に自転車並びにオートバイ用のタイヤとチューブの製造を担っている。
- 一般向けには、主に「Vee Rubber」のブランドを使用しており、近年では岡田商事を通じて、日本でも一部のタイヤ専門店などで取り扱われるようになった。また、自社農園の良質な天然ゴムを使用しているため、低コストでの生産が可能であり、国内外の車輌メーカー (本田技研工業等) やタイヤメーカーにOEM供給している納入実績がある。
- 2017年現在で10箇所以上の海外拠点を持ち、4千人を超える従業員を雇用している。
- 年間の売上高は、約7千5百万ドル (US) に達している。製造した製品の販売先は約90%が輸出で、残りの約10%が国内市場に供給されている。
- タイ王国々内市場には、約1億ドル (US) 以上の投資をして事業展開を図っており、1995年と1998年の2度に渡りのタイ首相賞を受賞した。

## 主な製品
同社では、タイヤとチューブの両方を製造している。
- オートバイタイヤ - サーキットレース用、ハイウェイ用、MotoXレーシング用、クワッドスポーツ用、ユーティリティ用
- 自転車用タイヤ - BMXを含む総ての一般車両及び競技用タイヤ
- 乗用車タイヤ - 乗用車全般、商用車 (ピックアップトラックやバン)、SUVのラジアルタイヤ
- トラックタイヤ - 大型トラック用、中型トラック用